# Break Up the Concrete
Break Up the Concrete è il nono album in studio del gruppo musicale britannico The Pretenders, pubblicato nel 2002.

## Descrizione
In questo album, il chitarrista Adam Seymour viene sostituito da James Walbourne, il bassista Andy Hobson da Nick Wilkinson e il batterista Martin Chambers da Jim Keltner. Chambers riprenderà il ruolo dal seguente tour.
La versione per il mercato britannica, include un CD aggiuntivo contenente una compilation dal titolo The Best of Pretenders.

## Tracce
CD
1. Boots of Chinese Plastic (Chrissie Hynde) - 2:31
2. The Nothing Maker (Hynde) - 3:58
3. Don't Lose Faith in Me (Hynde) - 2:45
4. Don't Cut Your Hair (Hynde) - 2:14
5. Love's a Mystery (Hynde) - 3:03
6. The Last Ride (Hynde) - 3:40
7. Almost Perfect (Hynde) - 4:48
8. You Didn't Have To (Hynde) - 3:09
9. Rosalee (Robert Kidney) - 4:14
10. Break Up the Concrete (Hynde) - 2:39
11. One Thing Never Changed (Hynde) - 3:46

Bonus CD per il Regno Unito The Best of Pretenders
1. Talk of the Town (Hynde) - 3:16
2. Kid (Hynde) - 3:05
3. Back on the Chain Gang (Hynde) - 3:53
4. Brass in Pocket (Hynde, James Honeyman-Scott) - 3:04
5. Message of Love (Hynde) - 3:28
6. Night in My Veins (Hynde, Tom Kelly, Billy Steinberg) - 3:17
7. Don't Get Me Wrong (Hynde) - 3:48
8. Middle of the Road (Hynde) - 4:15
9. I'll Stand by You (Hynde, Kelly, Steinberg) - 3:58
10. Stop Your Sobbing (Ray Davies) - 2:37
11. Hymn to Her (Meg Keene) - 4:32
12. Precious (Hynde) - 3:37
13. Thumbelina (Hynde) - 3:19
14. Cuban Slide (Hynde) - 4:33
15. My City Was Gone (Hynde) - 4:27
16. Day After Day (Hynde, Scott) - 4:03
17. I Go to Sleep (Davies) - 2:57
18. Thin Line Between Love and Hate (Richard Poindexter, Robert Poindexter, Jackie Members) - 3:41
19. Fools Must Die (Hynde, Adam Seymour) - 2:36
20. Up the Neck (Hynde) - 4:22
21. 2000 Miles (Hynde) - 3:40
22. Tattooed Love Boys (Hynde)

## Formazione
- Chrissie Hynde – voce, chitarra
- Eric Heywood – pedal steel guitar, cori
- James Walbourne – chitarra, piano, fisarmonica
- Nick Wilkinson – basso
- Jim Keltner – batteria